# 한국에너지재단
한국에너지재단(Korea Energy Foundation, KOREF)은 사회적 약자에 대한 에너지복지를 지속적으로 확충함으로써 모든 국민에 대한 에너지의 보편적 공급에 이바지하고 에너지 관련 분야의 상호협력 증진과 정책홍보, 국제협력 등의 사업을 통하여 에너지산업 발전과 진흥에 기여함을 목적으로 설립된 산업통상자원부 산하의 공공기관이다. 서울특별시 용산구 신흥로 152길에 위치하고 있다. 산업통상자원부 고시 「저소득층 에너지효율개선사업 사업운영에 관한 규정」에 따라 에너지효율개선사업 전담 기관으로 한국에너지재단 지정되었다.

## 연혁
- 2006년 12월 한국에너지재단 출범
- 2018년 1월 기타공공기관 지정(공공기관의 운영에 관한 법률)
- 2018년 6월 제5대 김광식 이사장 취임
- 2018년 11월 제5대 최영선 사무총장 취임
- 2021년 6월 제5대 김광식 이사장 연임
- 2022년 1월 제6대 주영남 사무총장 취임

## 조직

### 사무총장 최영선(상임)

#### 기획본부
- 혁신기획팀
- 경영지원팀
- 사회공헌팀

#### 사업본부
- 사업전략팀
- 사업운영팀
- 에너지복지R&D센터